# كايل جودوين
كايل جودوين (بالإنجليزية: Kyle Godwin)‏ هو لاعب اتحاد الرغبي أسترالي، ولد في 30 يوليو 1992 في هراري في زيمبابوي.

## وصلات خارجية
- كايل جودوين عل موقع إسبنسكروم (الإنجليزية)
- كايل جودوين على موقع ItsRugby.co.uk (الإنجليزية)